# 田东县
田东县在中国广西壮族自治区西部、右江中游，是百色市所辖的一个县。

## 历史
唐开元年间（713～741年）唐王朝在今桂西地区置田州，辖都救（在今平果市）、横山（在今田东县）、武隆（在今田阳县、右江区）、惠佳（在今右江区）、如赖（在今田林县）5县，治所于都救县。清光绪元年（1875年），田州改土归流，在今田东地置恩隆县，隶百色直隶厅。民国23年（1934年），更名为田东县。

## 人口
根據第七次人口普查數據，截至2020年11月1日零時，田東縣常住人口為352007人。

## 资源
田东县目前已探明的可供开采的矿产资源有：石油、天然气、铝土矿、膨润土、褐煤、锰矿、辉绿岩、硅、铁、钛、锑、黄金等24种。

## 行政区划
田东县下辖9个镇、1个民族乡：
平马镇、祥周镇、林逢镇、思林镇、印茶镇、江城镇、朔良镇、义圩镇、那拔镇和作登瑶族乡。

## 交通
- 广昆高速、 243国道、 324国道横越境内。
- 田东北站：南昆客运专线

## 特产
田东香芒：中国地理标志产品。

## 风景名胜
- 經正書院
- 龍鬚河